# Ulrich von Hutten
Ulrich von Hutten (ur. 21 kwietnia 1488 na zamku Steckelberg, zm. 29 sierpnia 1523 w Ufenau) – niemiecki rycerz, pisarz, humanista. Należał do grupy reformatorów religii, związanych z Marcinem Lutrem. Autor Listów ciemnych mężów i wydanego pośmiertnie w 1529 dzieła Arminiusz o wodzu antyrzymskiego powstania plemion germańskich w 6 r. n.e. Zmarł na wygnaniu w Szwajcarii z powodu choroby wenerycznej.